# Rudolf Schlenker
Rudolf Schlenker (* 18. Juni 1915 in Dortmund; † 16. März 1994 in Hamburg) war ein deutscher Industriemanager. Von 1975 bis 1980 war er Präses der Handelskammer Hamburg.

## Ausbildung und Beruf
Im Anschluss an sein Abitur absolvierte Schlenker zunächst eine Lehre als Ex- und Importkaufmann, studierte dann Betriebswirtschaftslehre an der Universität zu Köln und schloss das Studium als Diplom-Kaufmann ab. Am Zweiten Weltkrieg nahm er als Offizier teil. Seit 1944 war er mit Liselotte Riesenberg verheiratet.
Nach dem Krieg fand er zunächst im Staatsdienst als Referatsleiter für Konsumgüterindustrie im Landwirtschaftsamt in Karlsruhe und ab 1947 im Wirtschaftsamt der Bizone in Minden und Frankfurt am Main Verwendung. 1948 wechselte er zum Verwaltungsamt für Wirtschaft, dem Vorläufer des Bundeswirtschaftsministeriums nach Bonn, wo er als Referent für die Genussmittelindustrie enger Mitarbeiter von Ludwig Erhard wurde und sich als Spezialist für Tabak profilierte. 1951 ging er als ständiger Vertreter der Bundesrepublik Deutschland zur Internationales Rohstoffkonferenz nach Washington.

## Wirken bei der Firma Reemtsma
Der Hamburger Zigaretten-Fabrikant Philipp Reemtsma warb ihn 1953 aufgrund seiner guten Kontakte zu den staatlichen Stellen in Bonn ab und Schlenker wurde Mitglied im Vorstand der Reemtsma Cigarettenfabriken in Hamburg-Altona. Mangels geeigneten Nachfolgern in der Inhaber-Familie, machte Philipp Reemtsma 1958, kurz vor seinem Tod, Schlenker zum Sprecher im Vorstandes. Nach dem Tode von dessen Bruder Hermann Reemtsma wurde Schlenker 1962 alleiniger Vorstandsvorsitzender des Unternehmens. In den Folgejahren baute Schlenker in dem Konzern mit dem Zukauf von Getränkeproduzenten einen zweiten Geschäftszweig auf, u. a. mit Beteiligungen am Brauhaus Moninger, an der Nürnberger Brau AG, der  Dortmunder Union-Brauerei, der Hannen-Brauerei und der Bavaria-St. Pauli-Brauerei. Nach schlechter wirtschaftlicher Entwicklung des Zigarettengeschäftes wurde Schlenker zum 1. Januar 1974 als Vorstandsvorsitzender durch Manfred Emcke ersetzt und wechselte 1975 in den Aufsichtsrat.

## Berater im Beteiligungsmanagement des Bundes und der Hansestadt Hamburg
Mitte 1974 sicherte sich der damalige Bundesfinanzminister Helmut Schmidt die Dienste Schlenkers, der für das Ministerium die zahlreichen Beteiligungen des Bundes ordnen helfen sollte. Nachdem 1976 Hamburgs Bürgermeister Hans-Ulrich Klose und Wirtschaftssenator Wilhelm Nölling den Erben von Walther Blohm ihre 20,25 % Anteile an der Firma Messerschmitt-Bölkow-Blohm (MBB) zur Sicherung der Arbeitsplätze in Hamburg abgekauft hatten, konnte Schlenker als Geschäftsführer der Hamburger Gesellschaft für Vermögens- und Beteiligungsmanagement und als Berater für MBB gewonnen werden. Als 1990 MBB durch die Daimler-Benz AG übernommen wurde, tauschte die Hansestadt ihre Anteile gegen Anteile an der neu gegründeten DASA AG und entsandten Schlenker in den Aufsichtsrat. Nur vier Jahre später verstarb Schlenker mit 79 Jahren.

## Ehren- und Aufsichtsämter
Rudolf Schlenker war Vorsitzender des Verbandes der Cigarettenindustrie, von 1975 bis 1980 Präses der Handelskammer Hamburg und von 1976 bis 1980 auch Vizepräsident des DIHK. Er nahm Aufsichtsratsmandate bei der Deutschen Bank AG, der Badische Anilin- & Soda-Fabrik AG, der Nord-Deutsche und Hamburg-Bremer Versicherungs-AG und der Hapag-Lloyd wahr und gehörte den Beiräten der Henkel AG, der Aachener und Munchener Feuer-Versicherung AG, der Gerling Versicherungsgruppe und der Hermes Kreditversicherungs AG an.

## Orden und Ehrungen
1993 erhielt Schlenker für seine Verdienste um die Hansestadt Hamburg die Bürgermeister-Stolten-Medaille als höchste Auszeichnung.